# Binga
Binga este un oraș în  provincia Équateur, Republica Democrată Congo. În 2012 avea o populație de 67 106 de locuitori, iar în 2004 avea 55 906.